# Font dels Casots
La font del Casots és una font situada al nucli urbà dels Casots, al municipi de Subirats (Alt Penedès).
És una font d'obra decorada amb rajoles blanques i blaves formant un escacat a la part inferior, amb una coronació de tipus piramidal escalada. La part superior de la font està decorada amb rajola blanca, on hi ha l'aixeta. Al centre de la font hi ha el dipòsit que recull l'aigua, fet de maons.
La font està situada en una zona de pendent enjardinada que comunica dos carrers del nucli dels Casots per mitjà d'unes escales: la font es troba a la zona del mig. A cada costat de la font hi ha un banc d'obra; aquesta obra envolta també la font, creant un espai unitari. A banda i banda de la font hi ha una placa commemorativa. A la de l'esquerra es llegeix: 'Captació d'aigua a Subirats i servei de distribució als Casots' A la de la dreta diu: 'Inaugurat pel President de la Generalitat de Catalunya, molt honorable senyor Jordi Pujol i Soley. Subirats, 28 d'abril de 1985'.
L'estètica d'aquesta font és la mateixa que en d'altres barris de Subirats, fet que reforça la identitat municipal.